# Człowiek planuje, Bóg decyduje (obraz)
Człowiek planuje, Bóg decyduje (ang. Man proposes, God disposes) – obraz olejny angielskiego malarza animalisty – Edwina Landseera z 1864 roku. Inspiracją dla dzieła były losy ekspedycji Johna Franklina, która wyruszyła do Arktyki w 1845 roku i zaginęła. Dzieło znajduje się w Royal Holloway, University of London w Egham.

## Opis

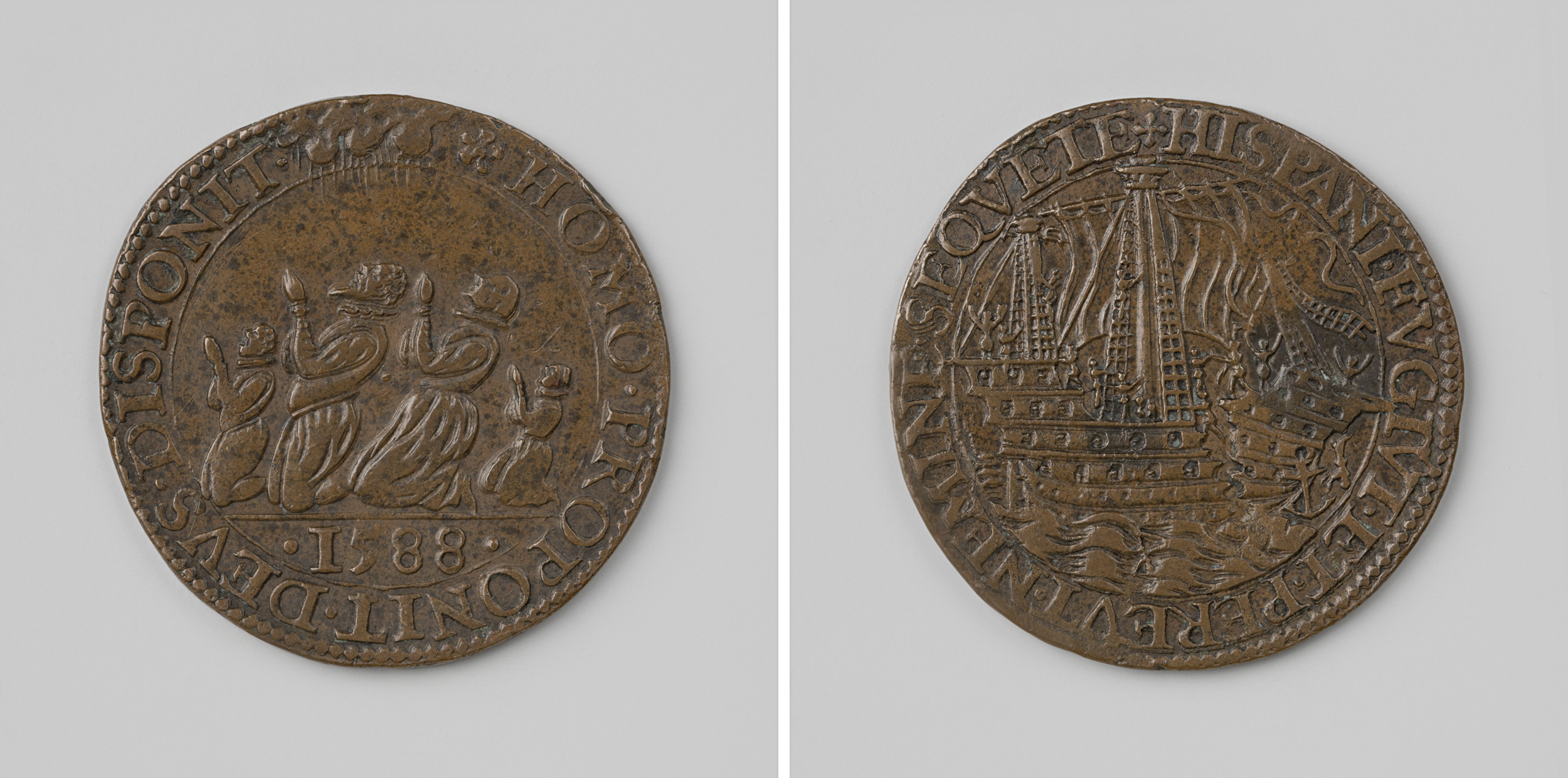
Pamiątkowy medal z maksymą Homo proposit, sed Deus disponit na rewersie

Tytuł dzieła Man proposes, God disposes inspirowany jest wersetem z Księgi Przysłów (Prz. 16:9). Pochodzące z Biblii przysłowie zostało sparafrazowane przez Tomasza à Kempisa w tekście O naśladowaniu Chrystusa, zawdzięczając mu obecną formę Homo proposit, sed Deus disponit. Fraza ta została umieszczona na holenderskim medalu, upamiętniającym zwycięstwo Anglii nad hiszpańską Wielką Armadą w 1588 roku. 
Na obrazie przedstawione są pozostałości po zaginionej ekspedycji sir Johna Franklina – połamany maszt, poszarpany żagiel, luneta oraz ludzkie kości, które William Michael Rosetti nazwał „najsmutniejszymi membra disjecta”. Widoczne na obrazie dwa niedźwiedzie polarne rozrywają szczątki w poszukiwaniu pożywienia. Ogryzione kości symbolizują kanibalizm, jaki miał miejsce wśród członków uczestników ekspedycji. Z uwagi na emocje, jakie wywoływały poszukiwania i odkrywanie losów wyprawy Franklina, bezpośrednie przedstawienie tych wydarzeń byłoby zbyt kontrowersyjne. Jak zauważa Diana Donald z Tate: „Obraz, który przedstawia Landseer to nie tylko dosłowne rozczłonkowanie zwłok, lecz także świadome rozerwanie tkaniny patriotycznej retoryki, religijnych przesłań i idealizmu tak widocznych w oficjalnych raportach dotyczących znalezisk”.

## Historia

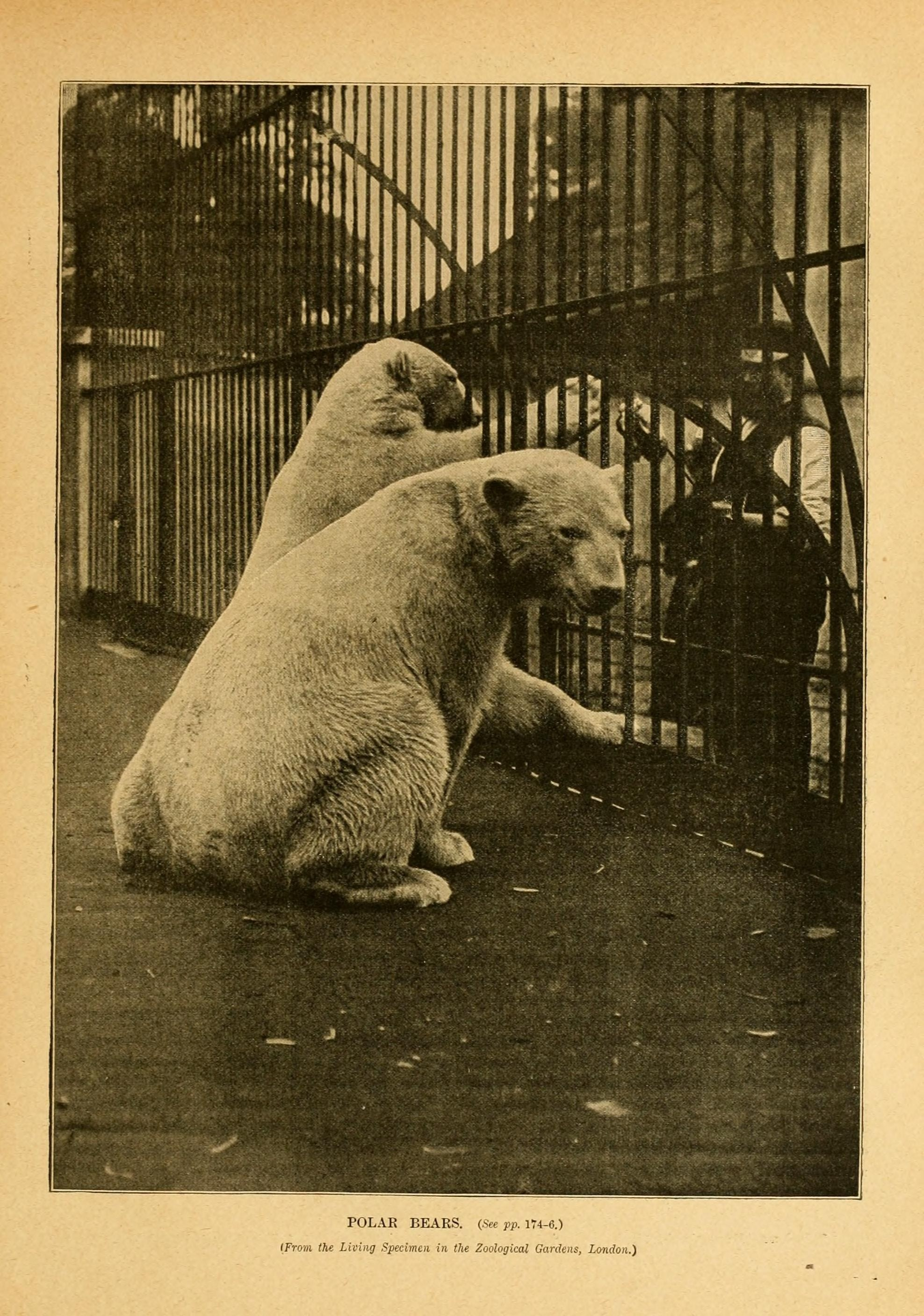
Niedźwiedzie polarne w londyńskim zoo (XIX w.)

Dzieło powstawało przez około dwa lata. Edwin Landseer przygotowując swoje obrazy, których istotnym elementem były zwierzęta studiował ich anatomię, by wiernie je przedstawić (m.in. obserwował i szkicował lwy pracując nad rzeźbami otaczającymi kolumnę Nelsona, podczas prac nad obrazem Monarch of the Glen szkicował jelenie obserwowane w trakcie pobytu w Szkocji). Pracując nad Man Proposes, God Disposes starał się zdobyć czaszkę niedźwiedzia polarnego, co najprawdopodobniej mu się udało, biorąc pod uwagę treść listu, w którym dziękuje paleontologowi Hugh Falconerowi za powierzoną „wielką głowę”. Obserwował także żywe okazy w londyńskim zoo, znajdującym się w Regent's Park.
Man Proposes, God Disposes został wystawiony na letniej wystawie Royal Academy w 1864 roku. Pierwszemu pokazowi dzieła towarzyszyły kontrowersje, ponieważ na wystawę została zaproszona również wdowa po dowódcy feralnej ekspedycji – lady Jane Franklin. Mimo obecności uznanego za obraźliwy dla pamięci męża obrazu, lady Franklin przyjęła zaproszenie informując, że mimo wszystko nie zamierza wchodzić do pomieszczenia, w którym znajduje się dzieło.
W 1881 roku obraz został zakupiony na aukcji przez Thomasa Hollowaya, który pozyskiwał dzieła do kolekcji będącego w budowie Royal Holloway University of London. Obraz po dziś dzień znajduje się w zbiorach uniwersytetu w Egham.

## Legenda miejska
Z obecnością obrazu Man Proposes, God Disposes w jednej z sal Royal Holloway University of London związany jest przesąd, wedle którego dzieło Landseera miało być przeklęte, a wręcz nawiedzone. Pierwsze udokumentowane wzmianki o rzekomym negatywnym wpływie obrazu pojawiały się w latach 20. XX wieku. Wśród studentów uniwersytetu krążyło przekonanie, że osoby, które podczas egzaminu usiądą przy stoliku obok obrazu, nie zdadzą egzaminu i czeka je nieszczęście. Rozwiązaniem problemu miało być zasłanianie na czas egzaminów obrazu brytyjską flagą.